# Ландтаг Шлезвіг-Гольштейну
54°20′06″ пн. ш. 10°09′11″ сх. д. / 54.33512° пн. ш. 10.153049° сх. д.
Ландтаг Шлезвіг-Гольштейну (нім. Der Schleswig-Holsteinische Landtag; Земельні збори Шлезвіг-Гольштейну) — земельний парламент федеральної землі Шлезвіг-Гольштейн, законодавчий орган в політичній системі федеральної землі Шлезвіг-Гольштейн. Його парламентські функції та склад в основному регулюються статтею 16 конституції федеральної землі. Ландтаг обирається строком на п'ять років. Він призначає прем'єр-міністра федеральної землі Шлезвіг-Гольштейн (в даний час — Даніель Гюнтер). Як і в інших земельних парламентах, його основні функції регулюють сфери освіти, культури, містобудівного зонування та внутрішньої політики.

## Склад
Після виборів у федеральній землі Шлезвіг-Гольштейн у 2017 році Ландтаг з 6 червня 2017 року складається з наступних парламентських груп: ХДС (25 місць), СДПН (21 місце), Союз 90 / Зелені (10 місць), ВДП (9 місць), АдГ (4 місця), СПВ (3 місця) і незалежного депутата (1 місце).

## Виборче право
З 2000 року Ландтаг обирається за покращеною пропорційною системою з можливістю двох голосів і п'ятивідсотковим бар'єром, аналогічно федеральних виборів. У 2012 році 35 кандидатів висувалися за прямим мандатом, а ще 34 були обрані по земельному списку.
Як представник данської меншини, Союз південношлезвізських виборців звільнений від п'ятивідсоткового бар'єру в результаті переговорів, що передували декларації між Бонном і Копенгагеном. Позов Молодіжного союзу федеральної землі Шлезвіг-Гольштейн, спрямований проти цього положення, був відхилений Конституційним судом федеральної землі Шлезвіг-Гольштейн рішенням від 13 вересня 2013 року, яке підтвердило особливе становище Союзу південношлезвізських виборців у виборчому законодавстві федеральної землі.

## Будівля
З 3 травня 1950 року резиденцією Ландтагу є Земельний будинок в Кілі. Він був побудований у 1888 році як військово-морська академія Імператорського флоту Німеччини. Реконструкція проводилася кілька разів, остання пройшла у квітні 2003 року, завдяки ній був створений новий пленарний зал за проектом ганноверської групи архітекторів Ані Брюнінг і Вольфганга-Міхаеля Пакса.
З 1946 по 1950 роки Ландтаг збирався в Кілі (будівлях міського театру, інституту дослідження молока, педагогічної академії), в ратуші Любека, у Фленсбурзі і Эккернферде.

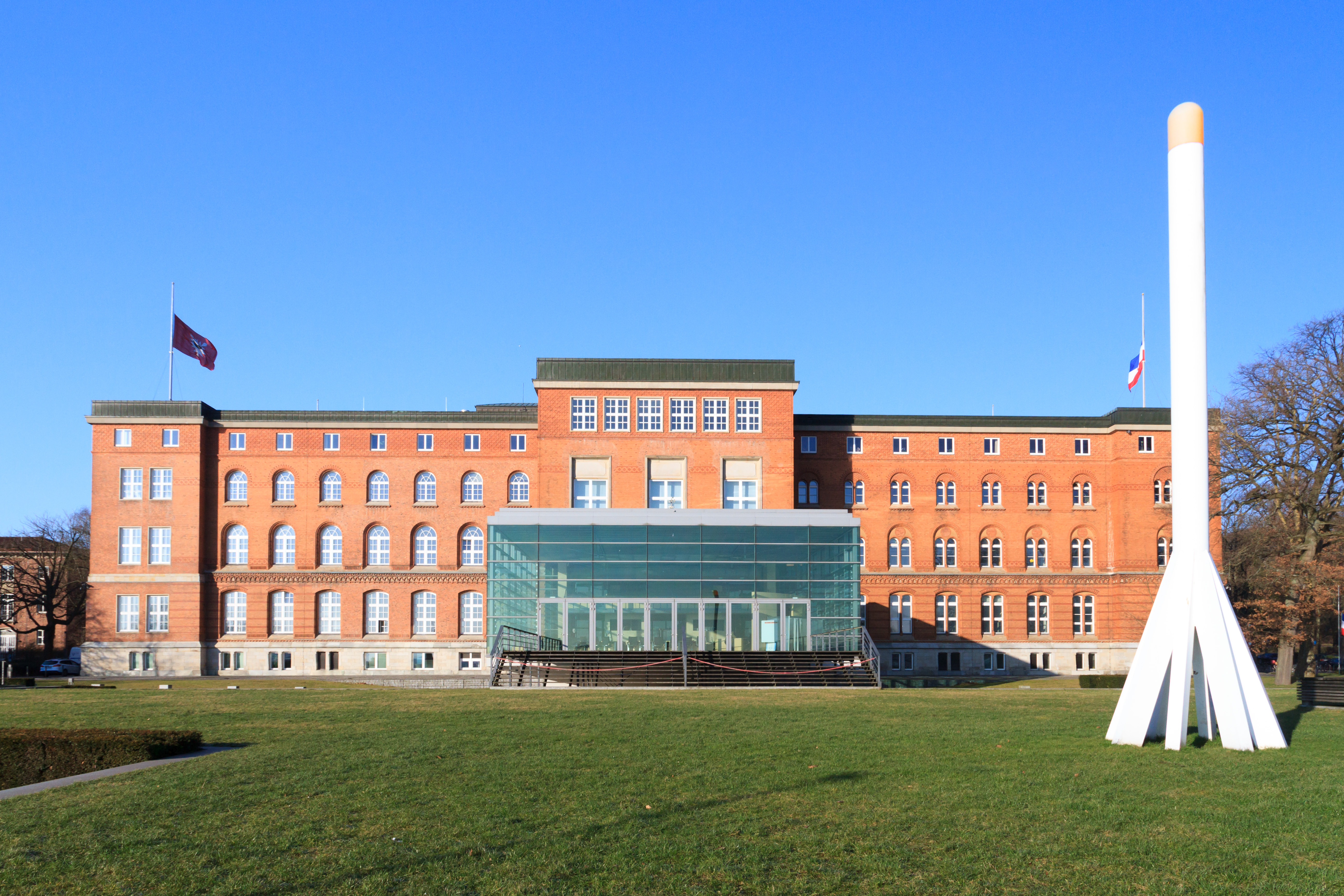
Земельний будинок в Кілі, місце засідань Ландтагу

## Особливості
Принаймні три рази (1979, 1992, 2009 роках) опозиційні партії, представлені в Ландтазі, могли зібрати більше голосів (маючи при цьому менше місць в Ландтазі), ніж правляча партія(партії).

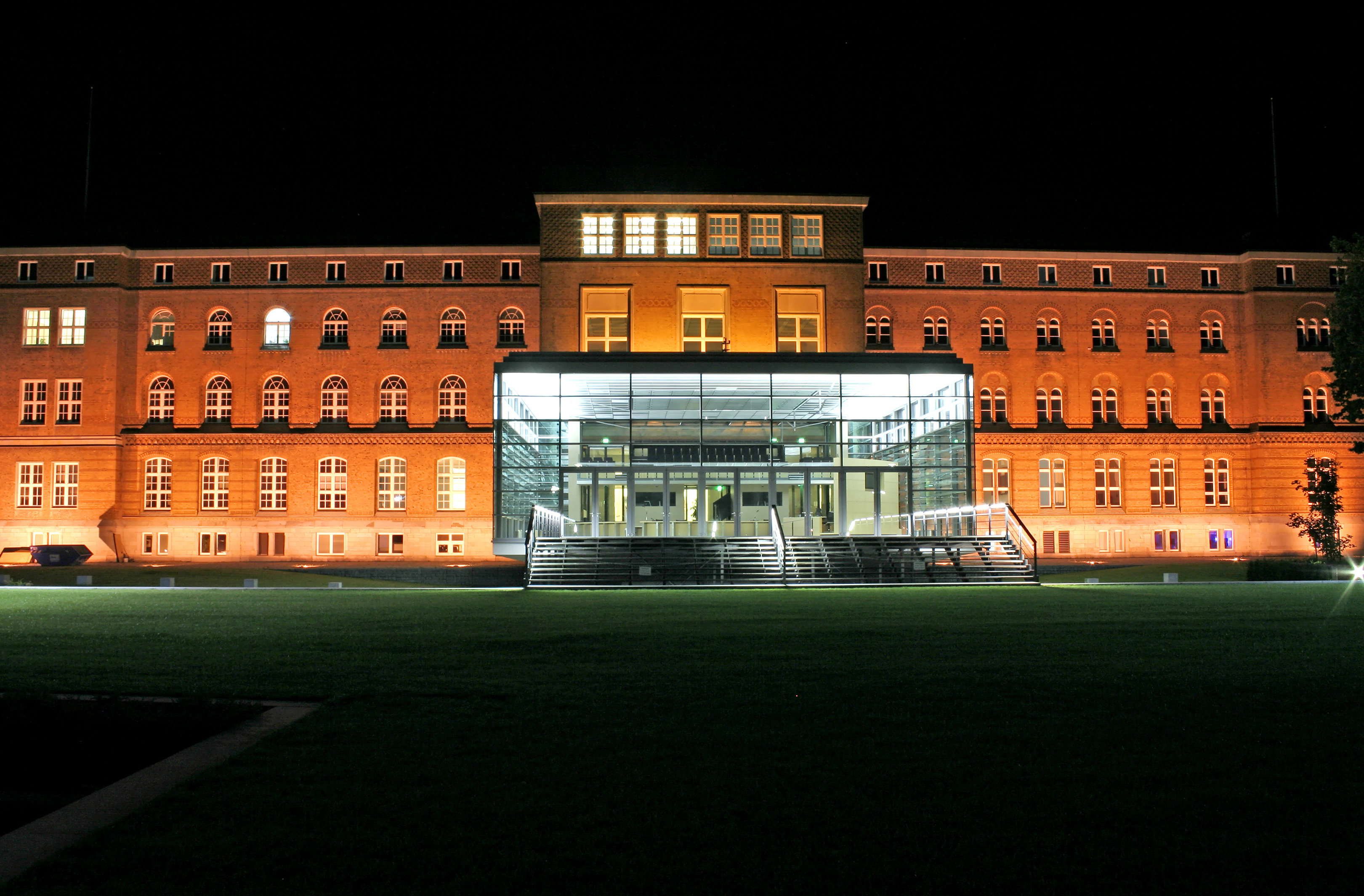
Будівля Ландтагу в нічний час

Розподіл місць в Ландтазі, обраному у 2009 році, було оскаржене в суді кількома опозиційними партіями, оскільки вони вважали, що обмеження компенсаційних мандатів суперечить конституції федеральної землі. 30 серпня 2010 року Конституційний суд федеральної землі Шлезвіг-Гольштейн оголосив закон про вибори таким, що суперечить конституції федеральної землі, але з іншої причини (різке розширення Ландтагу за рахунок накладних та компенсаційних мандатів, що порушує розмір Ландтагу в 69 депутатів відповідно до конституції федеральної землі). Таким чином, закон про вибори повинен був бути змінений до травня 2011 року, а Ландтаг повинен був бути переобраний у відповідності з цим новим виборчим законом не пізніше 30 вересня 2012 року. Потім ХДС, СДПН і ВДП вирішили скоротити кількість прямих мандатів з 40 до 35 і, всупереч протидії інших партій, вилучили згадку про кількість депутатів Ландтагу з конституції федеральної землі, щоб усунути неконституційні аспекти виборчої системи. У травні 2012 року були проведені нові вибори у відповідності з новим законом про вибори.

## Парламентська газета
Парламентська газета Der Landtag виходить чотири рази на рік, і на неї можна безкоштовно підписатися в пресслужбі газети.